# Acanthistius pictus
Acanthistius pictus, thường được gọi là cá mú Peru, là một loài cá biển thuộc chi Acanthistius trong họ Cá mú. Loài này được mô tả lần đầu tiên vào năm 1846.

## Phân bố và môi trường sống
A. pictus có phạm vi phân bố tương đối rộng rãi ở vùng biển Đông Nam Thái Bình Dương. Chúng được tìm thấy từ miền nam Ecuador đến miền trung Chile. A. pictus sống xung quanh các rạn san hô, giữa các kẽ đá hoặc trong các hang động, ở độ sâu được ghi nhận là khoảng 10 – 50 m.

## Mô tả
A. pictus trưởng thành đạt kích thước khoảng 47 cm. Môi của loài này rất dày ở cá lớn. Vảy thô, nhỏ. Cơ thể có màu nâu sậm, lốm đốm các chấm nâu sáng hơn. Vùng ngực màu hồng. Có một dải đen chạy từ môi trên băng xuyên qua mắt; sau mắt là một dải sọc xiên thẳng xuống góc mang dưới; ở khóe miệng cũng có một đường sọc hướng đến dưới nắp mang. Trên nắp mang có một đốm lớn màu nâu đen sẫm. Tất cả các vây đều có màu nâu xám sẫm.
Số gai ở vây lưng: 11 (gai thứ 3, 4, 5 dài nhất); Số vây tia mềm ở vây lưng: 17 - 18; Số gai ở vây hậu môn: 3 (gai thứ 2 dài nhất); Số vây tia mềm ở vây hậu môn: 8 - 9; Số vây tia mềm ở vây ngực: 18 - 19.
Thức ăn chủ yếu của loài này là các loài giáp xác, mực và cá nhỏ hơn.